# Ser’i Domi
Ser’i Domi – osada (buurt) w dzielnicy Domi, miasta Willemstad, w dystrykcie Willemstad, w kraju autonomicznym Curaçao, należącym do Holandii, w Ameryce Południowej. 20 października 2023 r. liczyła 852 mieszkańców. Pod względem powierzchni jest największą osadą w dzielnicy.